# Israelische Katzennatter
Die Israelische Katzennatter (lateinisch Telescopus dhara; hebräisch עֵין־חָתוּל אֲדַמְדָּם ʿEjn-Chatūl Adamdam, deutsch ‚Rötliches Katzenauge‘) ist eine Art der Nattern (Colubridae). Das Verbreitungsgebiet erstreckt sich von Israel über die Arabische Halbinsel und in Nordafrika bis nach Ägypten. Mit einer Unterart kommt sie zudem im nordafrikanischen Libyen sowie in Südost-Tunesien vor. Sie besitzt im hinteren Bereich des Kiefers Furchenzähne, die mit Giftdrüsen verbunden sind, und wird entsprechend der nicht taxonomischen Gruppe der Trugnattern zugeordnet.

## Unterarten
- Telescopus dhara dhara (Forskal, 1775)
- Telescopus dhara somalicus (Parker, 1949)

Telescopus obtusus (Reuss, 1834) wurde von einigen Autoren als Unterart unter der Bezeichnung Telescopus dhara obtusus geführt.

## Merkmale
Die Israelische Katzennatter ist eine mittelgroße Schlangenart und erreicht eine Länge von etwa 85 bis 105 cm. Die Körperfarbe ist hell rötlich-braun bis sandbraun mit einer undeutlichen Rückenzeichnung aus dunklen Querflecken, die allerdings auch fehlen kann. Einfarbig schwarze oder helle Tiere sind bekannt. Die Bauchseite ist weiß bis grauweiß und besitzt manchmal eine undeutliche dunkle Fleckung. Die Körperschuppen sind glatt, wodurch ein glatter und glänzender Eindruck entsteht.
Der Kopf ist eiförmig flach und vom Körper abgesetzt. Die mittelgroßen Augen besitzen eine senkrecht geschlitzte Pupille. Das Stirnschild ist groß ausgebildet, das Zügelschild ist länger als breit. Außerdem besitzt die Schlange ein Voraugenschild und zwei Hinteraugenschilder. Von den neun, seltener zehn, Oberlippenschilden stoßen in der Regel das 3., 4. und 5. an den Augenunterrand. Um die Körpermitte liegen durchschnittlich 19, seltener 21, Schuppenreihen.

## Verbreitung und Lebensraum
Das Verbreitungsgebiet der Schlange erstreckt sich von Israel über die Arabische Halbinsel und in Nordafrika bis nach Ägypten. Mit einer Unterart, der Nordafrikanischen Katzennatter (T. d. tripolitanis), kommt sie zudem im nordafrikanischen Libyen sowie in Südost-Tunesien vor. Als Lebensraum besiedeln die Tiere vor allem Gebiete im menschlichen Siedlungsraum wie Gärten mit Steinmauern, Gebäude und Gartenbuschwerk.

## Lebensweise
Die Israelische Katzennatter ist dämmerungs- und nachtaktiv, ihre Lebensweise ist relativ wenig erforscht. Sie hält sich vor allem am Boden auf und versteckt sich tagsüber in Felsspalten und brüchigem Mauerwerk. Ihr Beutespektrum umfasst vor allem kleine Vögel sowie Eidechsen, Skinke und Geckos. Die Beutetiere werden gefangen, indem sich die Schlange langsam (katzenhaft) nähert und dann zupackt. Die gefangenen Tiere hält sie in ihren Kiefern so lang fest, bis das Gift ihrer im hinteren Bereich der Zahnreihen gelegenen Giftzähne wirkt und die Beute lähmt oder tötet. Die Schlange ist eierlegend.

## Schlangengift
Katzennattern besitzen ein für ihre Beutetiere wirksames Gift, welches sie über die hinterständigen Furchenzähne (opistoglyphe Zahnstellung) in eine Wunde einbringen können. Telescopus dhara besitzt stark vergrößerte Drüsen, welche ein potentes Neurotoxin produzieren. Größere Individuen können 20 Milligramm und mehr abgeben. Durch ein im Vergleich zu anderen Giftschlangen weniger effektiv entwickeltes Übertragungssystem mit hintenstehenden Giftzähnen besteht allerdings nur ein mäßiges Risiko für den Menschen.